# Tibellus rothi
Tibellus rothi là một loài nhện trong họ Philodromidae.
Loài này thuộc chi Tibellus. Tibellus rothi được miêu tả năm 1965 bởi Schick.